# Visentu Porru
Visentu Porru (Villanovafranca, Marmilla, Sardenya, 1773 - Càller, 23 de març de 1836) fou un religiós lingüista i filòleg sard.
Fou un sacerdot que treballà com a professor i bibliotecari de la Universitat de Càller. Fou un dels primers a defensar l'especifitat cultural i lingüística sarda com a llengua diferenciada de l'italià. Considerat com un dels primers codificadors lingüístics, va escriure Saggio di grammatica sul dialetto sardo meridionale (1811), i el Nou dizionariu sardu italianu (1832-1834).

## Obres
- Nou dizionariu universali sardu-italianu, Casteddu [Cagliari] 1832–1834, 641 pàgines 
  - Dizionariu sardu italianu, Cagliari 1981.
  - Nou dizionariu universali sardu-italianu, Marinella Lörinczi, 3 Bde., Nuoro 2002, 468+367+442
  - Vocabolario Sardo Meridionale Italiano, Nuoro 2004.
- Dizionariu sardu-italianu, Casteddu [Cagliari] 1866, 1427 Seiten; 2 Bde., Bologna 1967, Sala Bolognese 1976, 1985.
- Saggio di gramatica sul dialetto sardo meridionale, Cagliari 1811, Sassari 1975.
- Sulla necessità della preghiera con varj avvisi ai giovani studiosi onde formarli uomini di Dio a un tempo e dello Stato, Cagliari 1825.